# 高松琴平電気鉄道920形電車
高松琴平電気鉄道920形電車（たかまつことひらでんきてつどう920かたでんしゃ）は、高松琴平電気鉄道に在籍した通勤形電車の制御車。1両（920）のみ存在した。

## 概要
もと宇治川電気の電動車51形（64）である。64は51形のうち、神姫電鉄1形からの主要機器流用による車体新製車（51 - 65）であり、1928年（昭和3年）田中車両製である。1949年（昭和24年）に山陽電気鉄道100形（107）に改称している。
山陽電気鉄道では1000形（1003）と2両編成を組んでいたが、共に1954年（昭和29年）に250形の3次車256・257へ更新改造され、不要になった車体のみが編成ごと高松琴平電気鉄道に譲渡された。
高松琴平電気鉄道では編成を解除の上、107は予備品の台車とイングリッシュ・エレクトリック系の電動カム軸式自動制御器を搭載して制御車化され、1955年（昭和30年）に920形（920）となる。当初は7000形と編成を組み琴平線で運用されていたが、1966年（昭和41年）に制御器を間接非自動制御に換装し、7000形以外の車両とも編成が組めるようになった。
1973年（昭和48年）に志度線に転籍した。晩年は運用から外されて琴電屋島駅構内に留置された末、1983年（昭和58年）に廃車となった。

## 車両諸元
- 全長：14,700㎜
- 全幅：2,640mm
- 全高：3,678mm
- 重量：22.0t
- 定員：92名（座席44名）
- 台車：27-MCB-2